# Seison-kaku

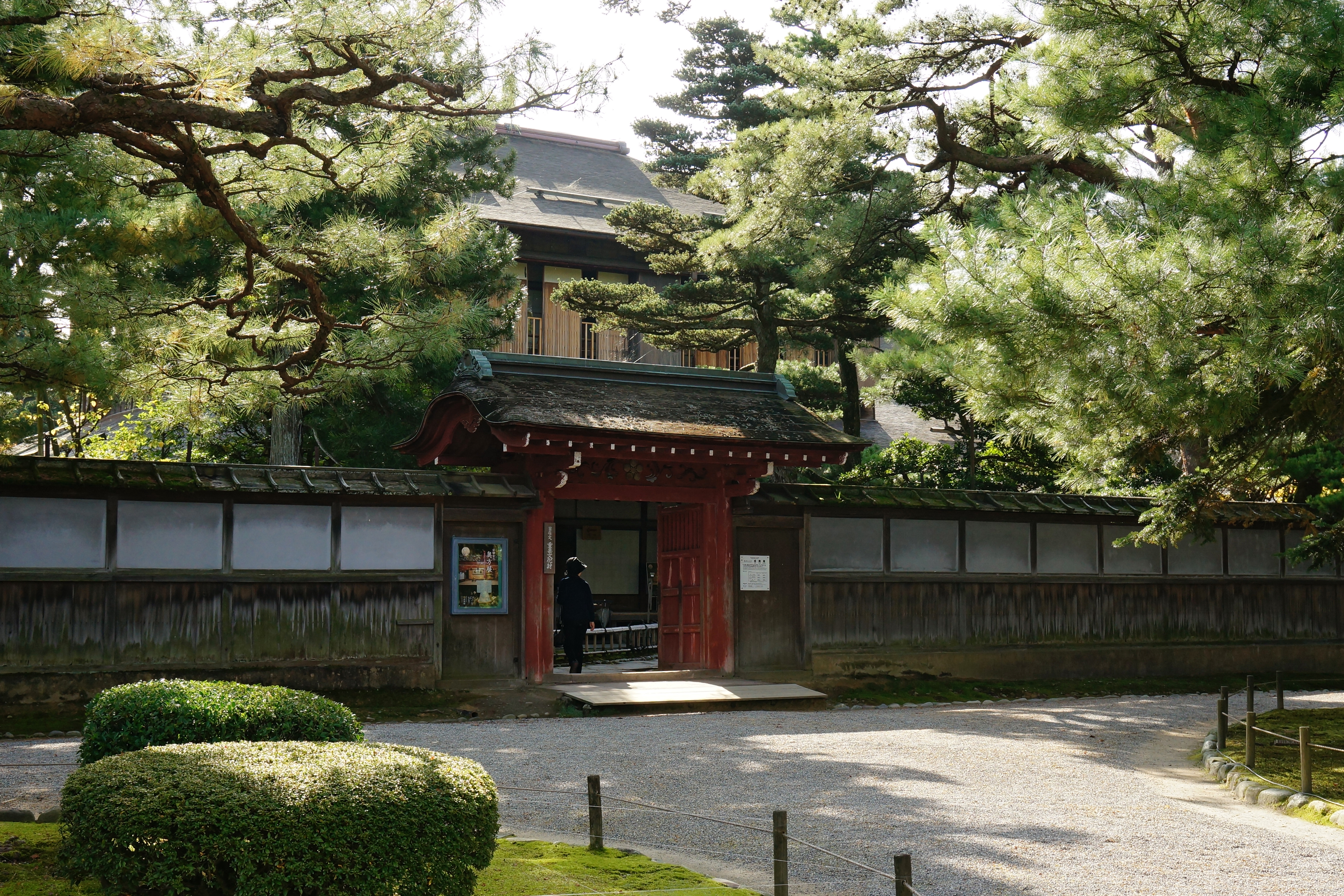
Rotes Tor

Der Seison-kaku (japanisch 成巽閣) in Kanazawa war die Altersresidenz der Mutter von Maeda Nariyasu, dem 13. Oberhaupt des Maeda-Klans. Im Jahr 1863 am Rande des Parks Kenroku-en errichtet, ist die gut erhaltene Residenz ein Beispiel später japanischer Feudal-Architektur und als Wichtiges Kulturgut registriert. Der 644,71 m² große „Garten des fliegenden Kranichs“ (飛鶴庭, Hikaku-tei) ist zudem als „Schöne Landschaft“ (名勝, meishō) klassifiziert.

## Übersicht
Die Anlage, die dort steht, wo sich einst der Takezawa-Palast befand, hieß ursprünglich Tatsumi-Goten (巽御殿), da sie sich im Südost-Ecke des Kenroku-en befindet. Der Haupteingang befindet sich im Südosten, er wird auf der einen Seite flankiert vom Tatsumi-Langhaus (辰巳長屋), 31 m lang und 5,5 m breit ist. Es war die Unterkunft der Angestellten und diente daneben als Lagerhaus. Die umlaufenden grauen Kacheln sind mit hervortretenden weißen Rippen eingefasst. Diese Verkleidung wird wegen der grauen Farbe „Seegurken-Wand“ (海鼠壁, Namako-kabe) genannt.
Vom Park her betritt man die Anlage durch das „Rote Tor“ (赤門, Akamon) und steht nach wenigen Schritten vor dem Eingang an der Rückseite der Residenz.

## Die einzelnen Räume

### Räume im Erdgeschoss
- Der Ayu-Flur (鮎の廊下, Ayu no rōka) verläuft parallel zur Nordwestseite der Residenz, parallel zum Empfangsraum dahinter.
- Der Empfangsraum (謁見の間, Ekken no ma) besitzt wie üblich eine um einen Fußbreit erhöhte hintere Hälfte mit Tokonoma, Jōdan no ma (上段の間) genannt, und eine vordere Hälfte, Gedan no ma (下段の間).
- Das Schlafgemach (亀の間, Kame no ma) heißt „Schildkröten-Gemach“, da auf den Seitenbrettern (腰板, koshi-ita) Schildkröten gemalt sind.
- Das Studienzimmer (蝶の間, Chō no ma) im Shoin-Stil besitzt einen Tokonoma mit hat Seitenbretter, die mit Schmetterlingen (chō) ausgemalt sind.
- Das kleine Ruhezimmer (松の間, Matsu no ma) ist ebenfalls im Shoin-Stil, aber vereinfacht, ausgeführt. Hier sind die Seitenbretter mit Kiefern (matsu) geschmückt. An einer Wand befindet sich eine aus den Niederlanden importierte Glasmalerei, die einen Vogel zeigt, der auf einem Ring sitzt.
- Ein langer Umgang (つくしの縁, Tsukushi no roka) erstreckt sich an der Südostseite der Residenz und öffnet sich zu einer Gartenanlage, durch die ein Bach fließt.

### Räume im Obergeschoss
Der kleine aufgesetzte Dach Pavillon ist, was Decke, Wände, Farbgebung anbetrifft, in einer Art Sukiya-Stil ausgeführt. Es befinden sich dort sieben kleinere Räume.
- Der Gunjō-Raum (群青の間, ~ no ma) hat seinen Namen von der in Ultramarinblau ausgemalten Decke.
- Der Ajiro-Raum (綱代の間, ~ no ma) hat seinen Namen von seiner Flechtwerk-Deckendekoration.
- Der Etchū-Raum (越中の間, ~ no ma) hat seinen Namen von seiner Decke, die aus Zedern vom Berg Tate-yama in der Provinz Etchū.[A 2]

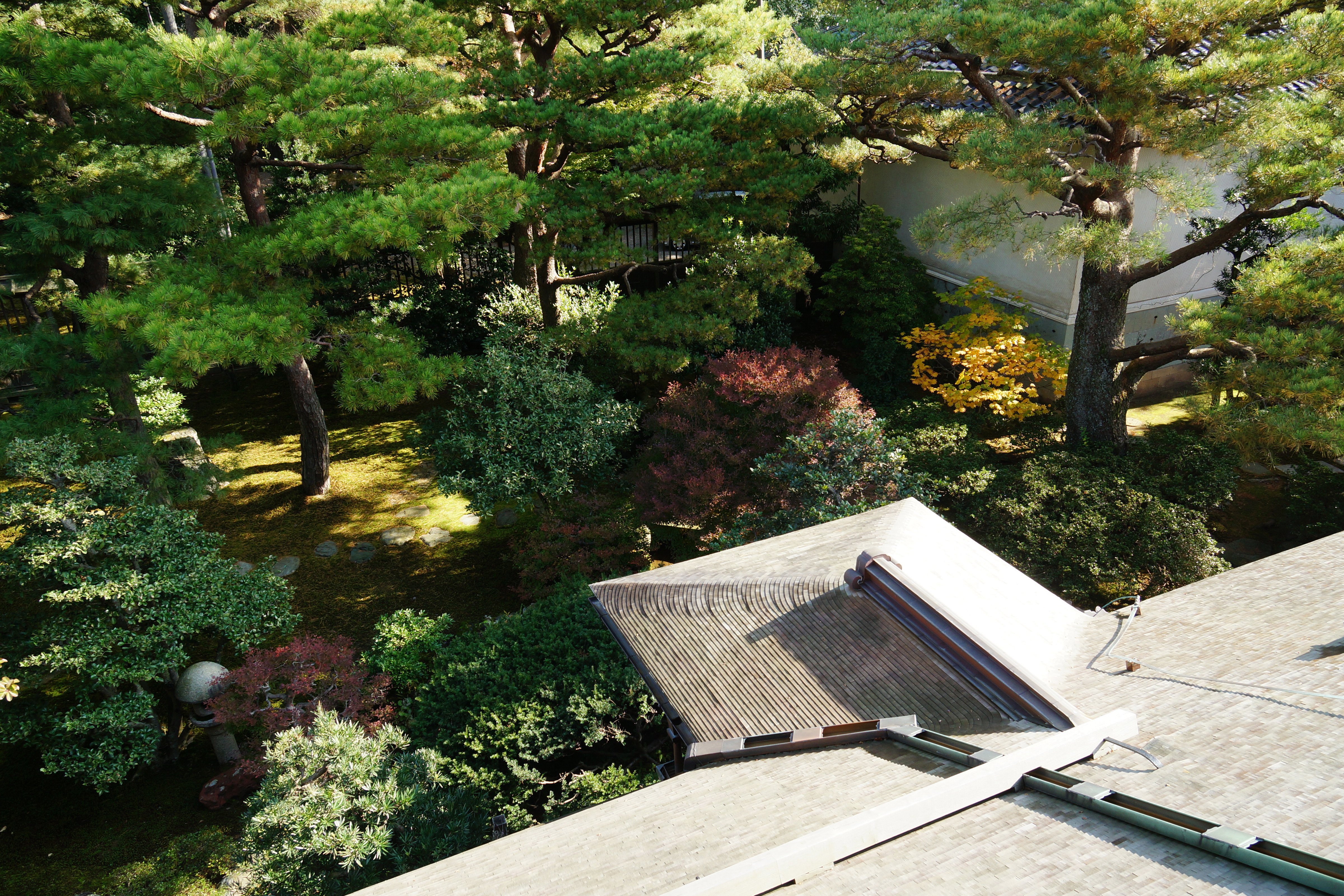
Hikaku-tei
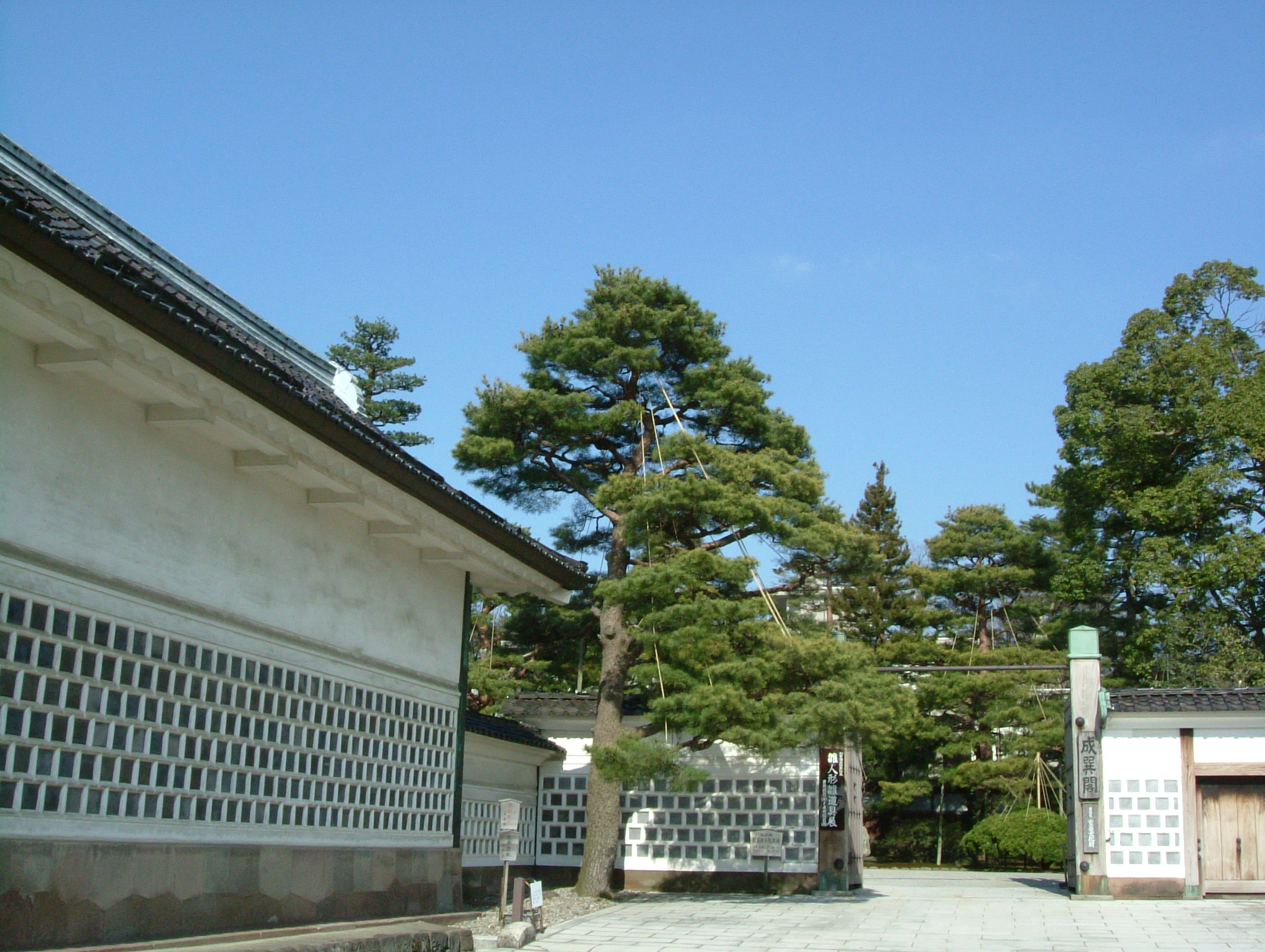
Haupteingang zur Residenz (Links das Langhaus)
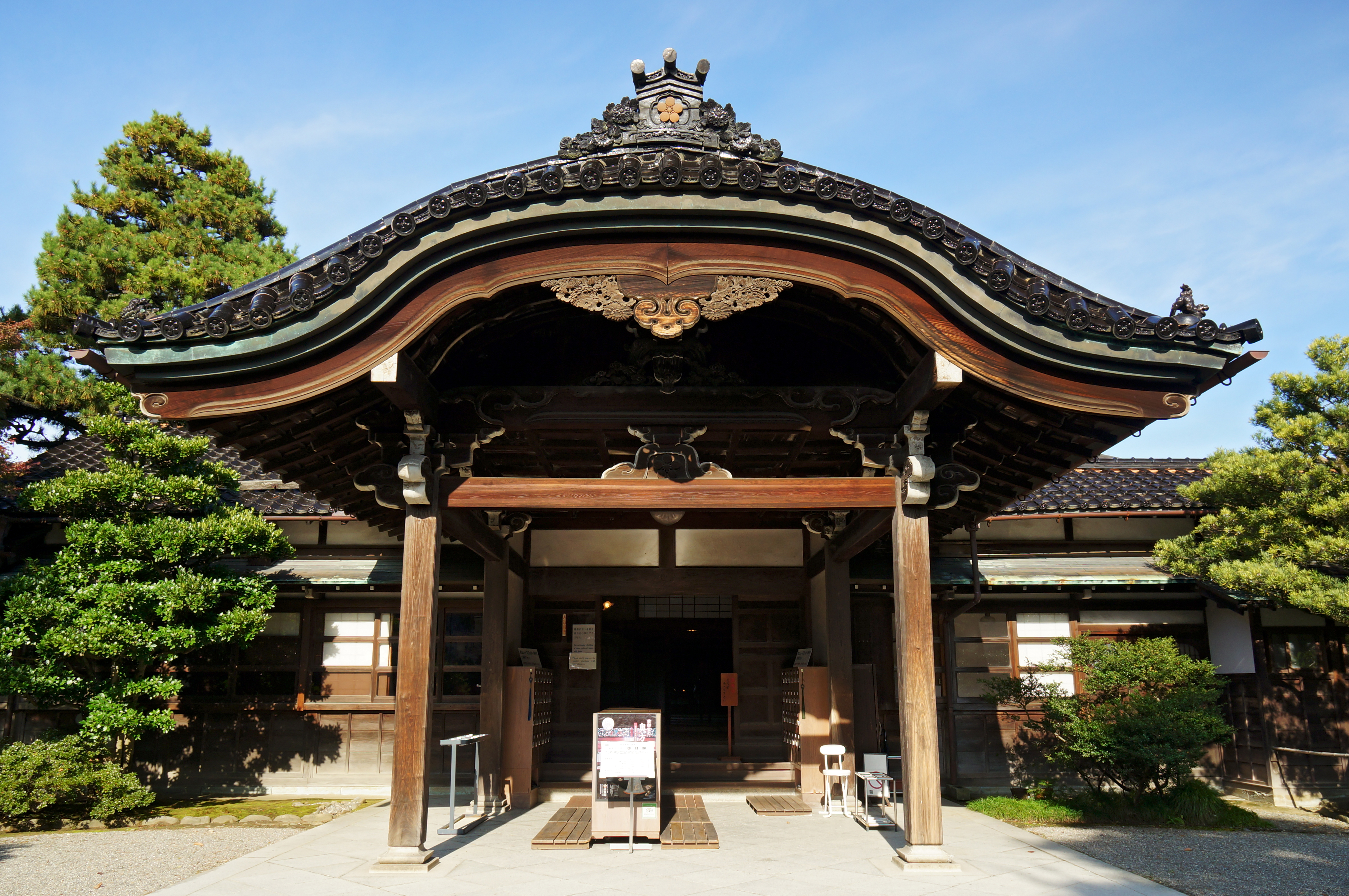
Vorderes Tor zur Residenz
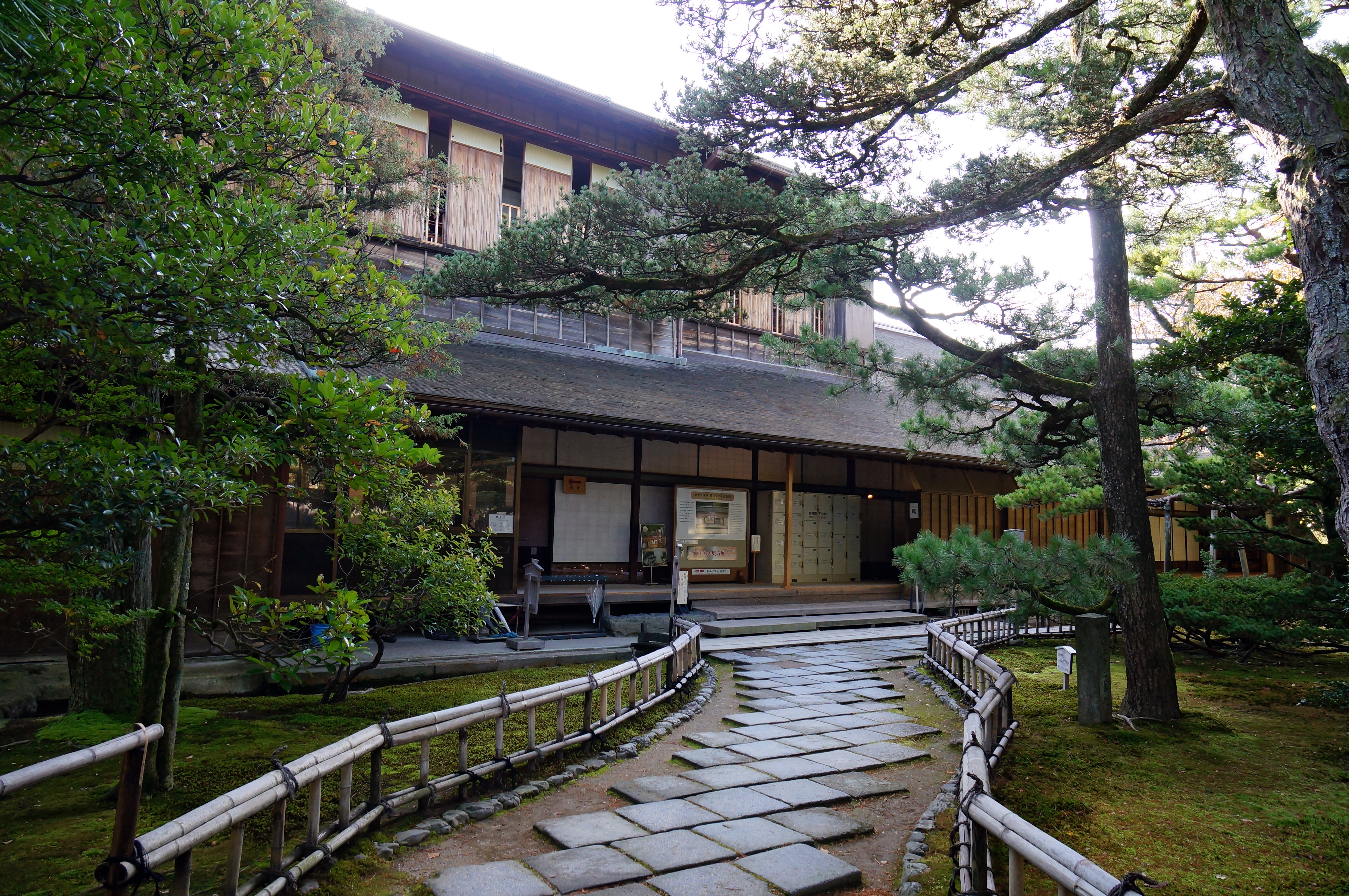
Seison-kaku, Rückseite
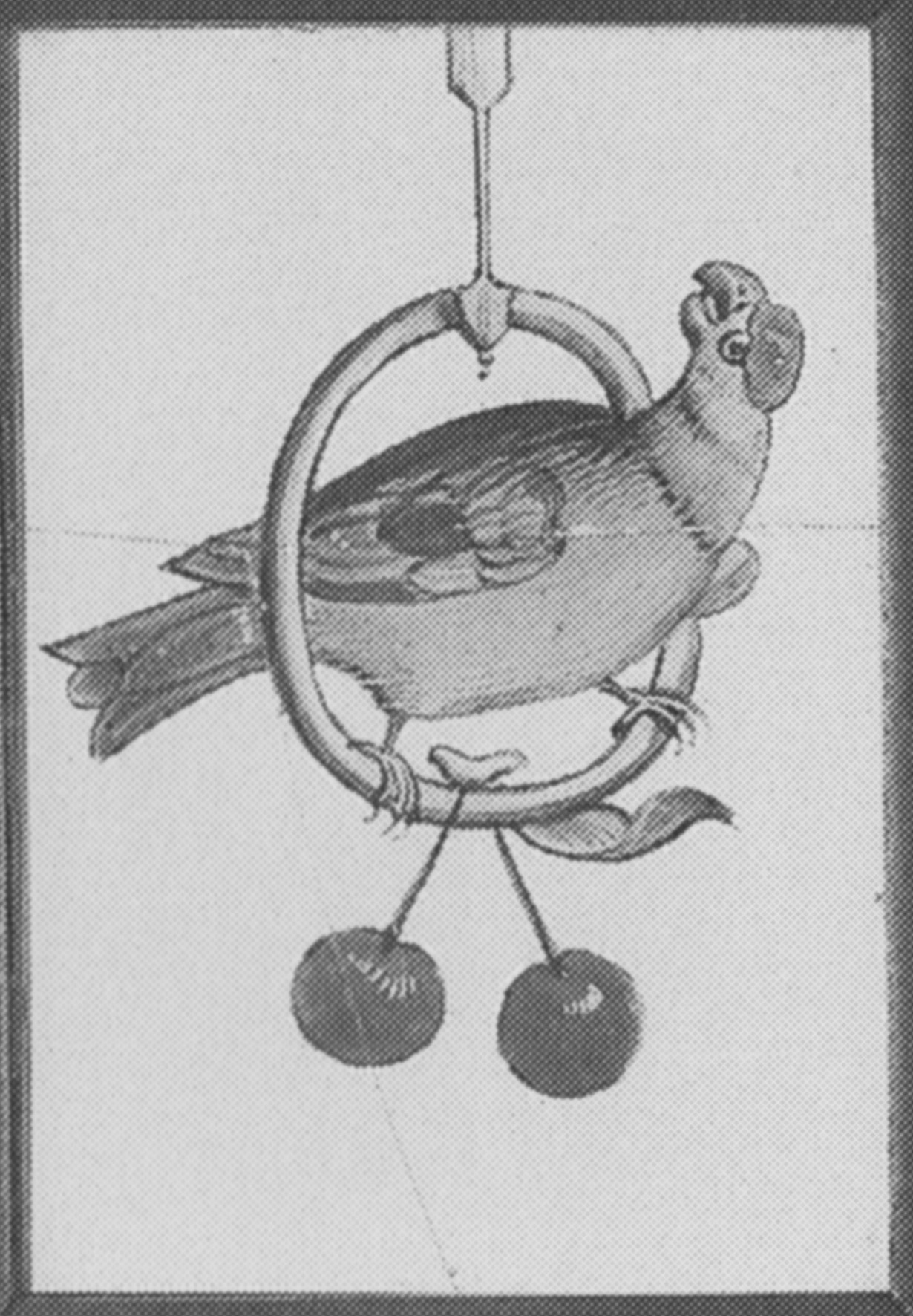
niederländische Glasmalerei
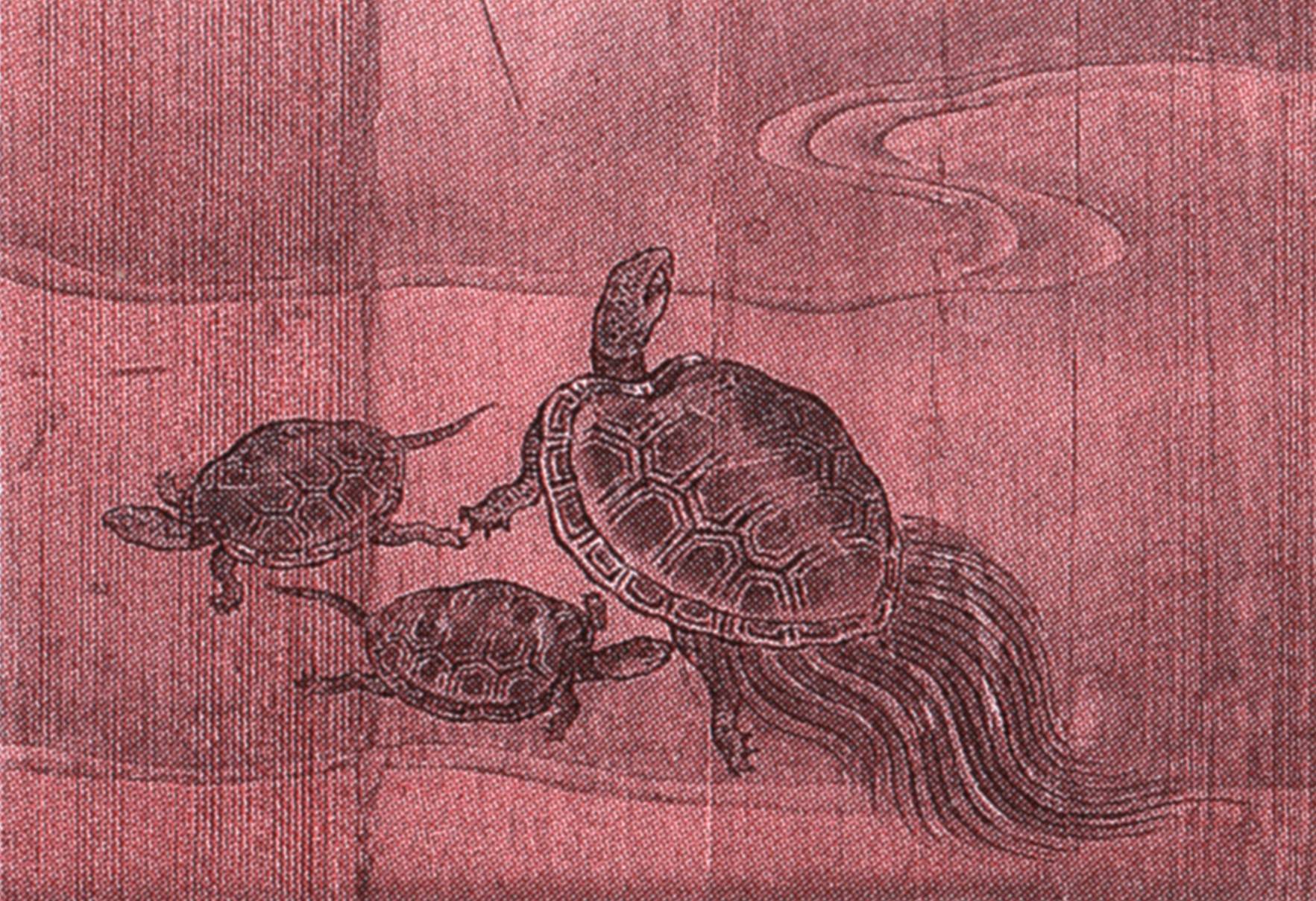
Im Schildkröten-Zimmer